# Charaxes grahamei
Charaxes grahamei is een vlinder uit de familie van de Nymphalidae. De wetenschappelijke naam van de soort is voor het eerst geldig gepubliceerd in 1969 door Van Someren.